# Alessandro Setti
Alessandro Setti (Potenza, 27 aprile 1915 – 28 novembre 2013) è stato un generale italiano.

## Biografia
Proveniente dal corso REX presso l'Accademia Aeronautica di Caserta.
Nel suo stesso corso anche Adriano Visconti.
Durante la seconda guerra mondiale è stato decorato con 5 medaglie d'argento, 2 medaglie di bronzo, 1 croce al valore di bronzo, 1 promozione per meriti di guerra.
È stato un aerosiluratore ed ha pilotato il Savoia-Marchetti S.M.79 "Sparviero", conosciuto anche come "gobbo maledetto" ("Damned Hunchback"), nomignolo affibbiatogli dai militari britannici che lo avevano incontrato in azione.
Ha terminato il servizio in aeronautica nei primi anni settanta con il grado di generale pilota di brigata.
Negli anni novanta è stato promosso generale pilota di divisione aerea.
Nel 2010 ha raccontato la sua esperienza di guerra come aerosiluratore nel documentario Il nemico sulle ali del regista Claudio Costa, in cui narra le gesta di Martino Aichner, Giulio Cesare Graziani, Carlo Emanuele Buscaglia, Carlo Faggioni.
Il film prende il titolo da uno dei tanti aneddoti raccontati da Setti: in una delle missioni svolte come aerosiluratore, venne abbattuto e cadde in mare. Sia lui che l'equipaggio rimasero vivi, e attesero i soccorsi seduti sulle ali del loro S,M,79 "gobbo maledetto" che fortunatamente galleggiava.
Un pilota britannico della Royal Air Force che poco prima li aveva attaccati, aveva avuto meno fortuna. Il suo aereo era andato a fondo.
Gli italiani lo videro nuotare e lo invitarono a salire sul loro aereo.
L'inglese si ritrovava ad attendere i soccorsi con i suoi nemici, che gli diedero anche dei vestiti asciutti.
Improvvisamente un sommergibile della Royal Navy emerse e mandò un battello a riprendere il pilota amico.
Gli italiani già si vedevano prigionieri, ma quelli del sommergibile li lasciarono, restituendo così il gesto di cavalleria fatto al loro pilota.
A consigliare Costa di intervistare il Generale Setti fu lo sceneggiatore Luciano Vincenzoni protagonista del documentario di Costa Il falso bugiardo. Vincenzoni aveva conosciuto Alessandro Setti a Padova appena terminata la guerra.